# 黃駿軒
黃駿軒（Wong Chun Hin，1995年7月9日—2022年6月6日），生於香港，香港足球運動員，司職進攻中場，生前曾效力香港超級聯賽球隊理文及香港甲組聯賽球會深水埗足球隊。

## 球會生涯
黃駿軒生於香港，是東方自家培訓的青年軍。2013年，黃駿軒外借至香港甲組足球聯賽球隊晨曦。2014年5月11日，在青衣運動場舉行的港甲聯賽煞科，由晨曦迎戰南區，黃駿軒於開賽6分鐘取得職業生涯的首個入球，最終晨曦以2–3不敵南區。2014年8月，黃駿軒外借至香港超級聯賽球隊黃大仙。2015年10月17日，灝天黃大仙主場迎戰勁旅南華，因黃駿軒於78分鐘解圍失誤，令南華外援艾華頂入空門奠勝，最終灝天黃大仙以1–2不敵南華。2016年4月11日，灝天黃大仙憑小將黃駿軒在89分鐘混戰中把握機會為主隊頂入，為灝天黃大仙以3–3逼和標準流浪，各得寶貴的1分。2016年8月，黃駿軒被外借至香港超級聯賽球隊理文流浪，於2017年6月5日以3–0擊敗R&F富力的聯賽取得了加盟後的首個入球。球季完結後，黃駿軒再被外借到新成立的港超聯球會理文，並即在9月30日對和富大埔的聯賽，取得加盟後的首個入球，最終協助理文以2–2賽和對手。
2020/21球季，黃駿軒改投港超聯球會流浪。他於10月25日對傑志的菁英盃比賽初次上陣。2021年5月16日，港超聯第三循環護級組賽事晉峰對標準流浪，黃駿軒攻入其加盟後首個入球。
2022年6月6日，警方指傍晚6點52分接獲途人報案，發現一名26歲黃姓男子倒卧屯門山景邨景美樓對開，警方表示警員接報到場後，證實該名男子身份是黃駿軒，傳欠賭債自殺跳樓，證實死亡，終年26歲。

## 國際賽生涯
黃駿軒於2017年7月入選香港U22代表隊，參與在朝鮮舉行的的亞洲23歲以下錦標賽外圍賽，但最後香港以1勝2和不敗的成績，未能成為五隊最佳次名之一，無緣晉身決賽周。

## 榮譽
香港代表隊
- 東亞足球錦標賽U15亞軍（2012年）
- 東亞足聯U18青年錦標賽冠軍（2013年）
- 香港國際七人賽亞軍（2016年）
- 港澳青年埠際賽冠軍（2012年）
- 港澳埠際賽冠軍（2014年）

## 外部連結
- 香港足球總會網頁球員註冊資料 （页面存档备份，存于）